# Diecéze créteilská
Diecéze créteilská (lat. Dioecesis Christoliensis, franc. Diocèse de Créteil) je francouzská římskokatolická diecéze. Leží na území departementu Val-de-Marne, jehož hranice přesně kopíruje. Sídlo biskupství i katedrála Notre Dame se nachází ve městě Créteilu. Diecéze je součástí pařížské církevní provincie.

## Historie
Biskupství bylo v Créteilu zřízeno 9. října 1966, vyčleněním území z pařížské arcidiecéze a versailleské diecéze.
Následkem reformy pařížského regionu v roce 1964 bylo v roce 1966 rozhodnuto sjednotit hranice provincie s pařížským regionem: provincie si ponechala svou dosavadní rozlohu, ale biskupství vznikla v každém nově zřízeném departementu.
Diecéze je sufragánem pařížské arcidiecéze.

## Sídelní biskup
Od 4. září 2007 do roku 2021 byl diecézním biskupem Mons. Michel Santier. Od roku 2021 je sídelním biskupem Mons. Blanchet.